# Švédská hokejová reprezentace do 18 let
Švédská hokejová reprezentace do 18 let je výběrem nejlepších švédských hráčů ledního hokeje v této věkové kategorii. Od roku 1999 se účastní mistrovství světa do 18 let. Tým je řízen Švédským svazem ledního hokeje, který je členem Mezinárodní hokejové federace

## Účast namistrovství Evropy
| ME      | Místo konání                                                  | Umístění         |
| ------- | ------------------------------------------------------------- | ---------------- |
| ME 1968 | Finsko (Tampere)                                              | Bronzová medaile |
| ME 1969 | Německo (Garmisch-Partenkirchen, Füssen, Bad Tölz)            | Stříbrná medaile |
| ME 1970 | Švýcarsko (Ženeva)                                            | Bronzová medaile |
| ME 1971 | Československo (Prešov)                                       | Stříbrná medaile |
| ME 1972 | Švédsko (Boden, Luleå, Skellefteå)                            | Zlatá medaile    |
| ME 1973 | Sovětský svaz (Leningrad)                                     | Stříbrná medaile |
| ME 1974 | Švýcarsko (Herisau)                                           | Zlatá medaile    |
| ME 1975 | Francie (Grenoble, Gap)                                       | Bronzová medaile |
| ME 1976 | Československo (Opava, Kopřivnice)                            | Stříbrná medaile |
| ME 1977 | Německo (Bremerhaven)                                         | Zlatá medaile    |
| ME 1978 | Finsko (Helsinky, Vantaa)                                     | Bronzová medaile |
| ME 1979 | Polsko (Katovice, Tychy)                                      | 4. místo         |
| ME 1980 | Československo (Hradec Králové, Pardubice)                    | Bronzová medaile |
| ME 1981 | Sovětský svaz (Minsk)                                         | Bronzová medaile |
| ME 1982 | Švédsko (Tyringe, Ängelholm)                                  | Zlatá medaile    |
| ME 1983 | Norsko (Oslo, Sarpsborg, Fredrikstad)                         | 4. místo         |
| ME 1984 | Německo (Rosenheim, Garmisch-Partenkirchen, Bad Tölz, Füssen) | Bronzová medaile |
| ME 1985 | Francie (Anglet)                                              | Zlatá medaile    |
| ME 1986 | Německo (Düsseldorf, Krefeld, Ratingen)                       | Stříbrná medaile |
| ME 1987 | Finsko (Tampere, Kouvola, Hämeenlinna)                        | Zlatá medaile    |
| ME 1988 | Československo (Olomouc, Přerov, Vsetín, Frýdek-Místek)       | 4. místo         |
| ME 1989 | Sovětský svaz (Kyjev)                                         | 4. místo         |
| ME 1990 | Švédsko (Skellefteå, Örnsköldsvik, Husum)                     | Zlatá medaile    |
| ME 1991 | Československo (Prešov, Spišská Nová Ves)                     | 4. místo         |
| ME 1992 | Norsko (Lillehammer, Hamar)                                   | Stříbrná medaile |
| ME 1993 | Polsko (Osvětim, Nowy Targ)                                   | Zlatá medaile    |
| ME 1994 | Finsko (Jyväskylä)                                            | Zlatá medaile    |
| ME 1995 | Německo (Berlín)                                              | Bronzová medaile |
| ME 1996 | Rusko (Ufa)                                                   | Bronzová medaile |
| ME 1997 | Česko (Znojmo, Třebíč)                                        | Stříbrná medaile |
| ME 1998 | Švédsko (Mora, Malung)                                        | Zlatá medaile    |

## Účast namistrovstvísvěta
| MS        | Místo konání                          | Umístění         |
| --------- | ------------------------------------- | ---------------- |
| MS18´1999 | Německo (Füssen a Kaufbeuren)         | Stříbrná medaile |
| MS18´2000 | Švýcarsko (Kloten a Weinfelden)       | Bronzová medaile |
| MS18´2001 | Finsko (Heinola, Helsinky a Lahti)    | 7. místo         |
| MS18´2002 | Slovensko (Piešťany a Trnava)         | 9. místo         |
| MS18´2003 | Rusko (Jaroslavl)                     | 5. místo         |
| MS18´2004 | Bělorusko (Minsk)                     | 5. místo         |
| MS18´2005 | Česko (Plzeň a České Budějovice)      | Bronzová medaile |
| MS18´2006 | Švédsko (Ängelholm a Halmstad)        | 6. místo         |
| MS18´2007 | Finsko (Rauma a Tampere)              | Bronzová medaile |
| MS18´2008 | Polsko (Toruň)                        | 4. místo         |
| MS18´2009 | USA (Fargo)                           | 5. místo         |
| MS18´2010 | Bělorusko (Minsk a Babrujsk)          | Stříbrná medaile |
| MS18´2011 | Německo (Crimmitschau a Drážďany)     | Stříbrná medaile |
| MS18´2012 | Česko (Brno, Znojmo a Břeclav)        | Stříbrná medaile |
| MS18´2013 | Rusko (Soči)                          | 5. místo         |
| MS18´2014 | Finsko (Lappeenranta, Imatra)         | 4. místo         |
| MS18´2015 | Švýcarsko (Zug, Lucern)               | 8. místo         |
| MS18´2016 | USA (Grand Forks)                     | Stříbrná medaile |
| MS18´2017 | Slovensko (Poprad , Spišská Nová Ves) | 4. místo         |
| MS18´2018 | Rusko Čeljabinsk, Magnitogorsk        | Bronzová medaile |
| MS18´2019 | Švédsko Örnsköldsvik a Umeå           | Zlatá medaile    |
| MS18´2020 | USA Ann Arbor a Plymouth              | zrušeno          |
| MS18´2021 | USA Frisco a Plano                    | Bronzová medaile |
| MS18´2022 | Německo Landshut a Kaufbeuren         | Zlatá medaile    |
| MS18´2023 | Švýcarsko Basilej, Porrentruy         | Stříbrná medaile |
| MS18´2024 | Finsko Espoo, Vantaa                  | Bronzová medaile |
| MS18´2025 | USA Frisco, Allen                     | Stříbrná medaile |